# Гідравлічний розрахунок трубопроводів
Гідравлічний розрахунок трубопроводів полягає у визначенні однієї величини при відомих трьох: витрата рідини, діаметр трубопроводу, довжина трубопроводу, втрати напору по трубопроводу.
Основними рівняннями, які використовують при гідравлічних розрахунках, є: рівняння нерозривності потоку, рівняння Бернуллі та рівняння для визначення втрат напору. 
Розрізняють довгі трубопроводи, в яких втрати напору в місцевих опорах hм становлять менш як 0,05 від втрат напору по довжині hL, що дає можливість нехтувати ними, та короткі, в яких втрати напору в місцевих опорах становлять не менш як 5 % лінійних втрат (hм > 0,05 hL).
У випадку розрахунку коротких трубопроводів сталого діаметра повні втрати напору визначають як:
Σh = hL + hM.
Втрати напору по довжині при турбулентному режимі руху рідини визначають за формулою Дарсі-Вейсбаха.